# Loranee Senaratne
Loranee Senaratne (1913 - 2004) foi uma escritora e diplomata do Sri Lanka. Ela foi a primeira mulher nomeada para chefiar uma missão diplomática no Sri Lanka.

## Biografia
O primeiro-ministro Sirimavo Bandaranaike seleccionou Senaratne para servir como alta comissária no Gana de 1963 a 1965. Ela também foi embaixadora na Itália, de 1970 a 1973. Senaratne ocupou o cargo de secretária do grupo nacional de mulheres do Sri Lanka, Lanka Mahila Samiti.
Senaratne também foi escritora e, em 1969, publicou um livro sobre a história do Sri Lanka, Herdeiros da História.